# 13.ª etapa de la Vuelta a España 2022
La 13.ª etapa de la Vuelta a España 2022 tuvo lugar el 2 de septiembre de 2022 entre Ronda y Montilla sobre un recorrido de 168,4 km. El vencedor fue el danés Mads Pedersen del Trek-Segafredo y el belga Remco Evenepoel mantuvo el liderato.

## Clasificación de la etapa
| Ronda - Montilla | etapa llana | (168,4 km) |

| \| Clasificación de la etapa \| Clasificación de la etapa \| Clasificación de la etapa \| Clasificación de la etapa \| Clasificación de la etapa \| \| Ciclista \| Ciclista \| Equipo \| Tiempo \| \| \| ------------------------- \| ------------------------- \| ------------------------- \| ------------------------- \| ------------------------- \| \| 1.º \| Mads Pedersen \| Trek-Segafredo \| 3 h 46 min 01 s \| \| \| 2.º \| Bryan Coquard \| Cofidis \| + 0 s \| \| \| 3.º \| Pascal Ackermann \| UAE Team Emirates \| + 0 s \| \| \| 4.º \| Fred Wright \| Bahrain Victorious \| + 0 s \| \| \| 5.º \| Danny van Poppel \| Bora-Hansgrohe \| + 0 s \| \| \| 6.º \| Quentin Pacher \| Groupama-FDJ \| + 0 s \| \| \| 7.º \| Jesús Ezquerra \| Burgos-BH \| + 0 s \| \| \| 8.º \| Maxim Van Gils \| Lotto-Soudal \| + 0 s \| \| \| 9.º \| Primož Roglič \| Jumbo-Visma \| + 0 s \| \| \| 10.º \| Urko Berrade \| Equipo Kern Pharma \| + 0 s \| \| |                  |                    |                 |
| |                  |                    |                 |
| Fuente: ProCyclingStats |                  |                    |                 |
| Clasificación de la etapa |                  |                    |                 |
| Ciclista | Ciclista         | Equipo             | Tiempo          |
| 1.º | Mads Pedersen    | Trek-Segafredo     | 3 h 46 min 01 s |
| 2.º | Bryan Coquard    | Cofidis            | + 0 s           |
| 3.º | Pascal Ackermann | UAE Team Emirates  | + 0 s           |
| 4.º | Fred Wright      | Bahrain Victorious | + 0 s           |
| 5.º | Danny van Poppel | Bora-Hansgrohe     | + 0 s           |
| 6.º | Quentin Pacher   | Groupama-FDJ       | + 0 s           |
| 7.º | Jesús Ezquerra   | Burgos-BH          | + 0 s           |
| 8.º | Maxim Van Gils   | Lotto-Soudal       | + 0 s           |
| 9.º | Primož Roglič    | Jumbo-Visma        | + 0 s           |
| 10.º | Urko Berrade     | Equipo Kern Pharma | + 0 s           |

## Clasificaciones al final de la etapa

### Clasificación general
| \| Clasificación general \| Clasificación general \| Clasificación general \| Clasificación general \| Clasificación general \| \| Ciclista \| Ciclista \| Equipo \| Tiempo \| \| \| --------------------- \| --------------------- \| ---------------------- \| --------------------- \| --------------------- \| \| 1.º \| Remco Evenepoel \| Quick-Step Alpha Vinyl \| 48 h 11 min 10 s \| \| \| 2.º \| Primož Roglič \| Jumbo-Visma \| + 2 min 41 s \| \| \| 3.º \| Enric Mas \| Movistar Team \| + 3 min 03 s \| \| \| 4.º \| Carlos Rodríguez \| Ineos Grenadiers \| + 4 min 06 s \| \| \| 5.º \| Juan Ayuso \| UAE Team Emirates \| + 4 min 53 s \| \| \| 6.º \| Wilco Kelderman \| Bora-Hansgrohe \| + 6 min 28 s \| \| \| 7.º \| Miguel Ángel López \| Astana Qazaqstan Team \| + 6 min 56 s \| \| \| 8.º \| João Almeida \| UAE Team Emirates \| + 7 min 18 s \| \| \| 9.º \| Jan Polanc \| UAE Team Emirates \| + 8 min 00 s \| \| \| 10.º \| Tao Geoghegan Hart \| Ineos Grenadiers \| + 8 min 05 s \| \| |                    |                        |                  |
| |                    |                        |                  |
| Fuente: ProCyclingStats |                    |                        |                  |
| Clasificación general |                    |                        |                  |
| Ciclista | Ciclista           | Equipo                 | Tiempo           |
| 1.º | Remco Evenepoel    | Quick-Step Alpha Vinyl | 48 h 11 min 10 s |
| 2.º | Primož Roglič      | Jumbo-Visma            | + 2 min 41 s     |
| 3.º | Enric Mas          | Movistar Team          | + 3 min 03 s     |
| 4.º | Carlos Rodríguez   | Ineos Grenadiers       | + 4 min 06 s     |
| 5.º | Juan Ayuso         | UAE Team Emirates      | + 4 min 53 s     |
| 6.º | Wilco Kelderman    | Bora-Hansgrohe         | + 6 min 28 s     |
| 7.º | Miguel Ángel López | Astana Qazaqstan Team  | + 6 min 56 s     |
| 8.º | João Almeida       | UAE Team Emirates      | + 7 min 18 s     |
| 9.º | Jan Polanc         | UAE Team Emirates      | + 8 min 00 s     |
| 10.º | Tao Geoghegan Hart | Ineos Grenadiers       | + 8 min 05 s     |

### Clasificación por puntos
| Clasificación por puntos | Clasificación por puntos | Clasificación por puntos | Clasificación por puntos | Clasificación por puntos |
| Ciclista                 | Ciclista                 | Equipo                   | Puntos                   |                          |
| ------------------------ | ------------------------ | ------------------------ | ------------------------ | ------------------------ |
| 1.º                      | Mads Pedersen            | Trek-Segafredo           | 247 pts                  |                          |
| 2.º                      | Marc Soler               | UAE Team Emirates        | 96 pts                   |                          |
| 3.º                      | Fred Wright              | Bahrain Victorious       | 96 pts                   |                          |
| 4.º                      | Samuele Battistella      | Astana Qazaqstan Team    | 91 pts                   |                          |
| 5.º                      | Remco Evenepoel          | Quick-Step Alpha Vinyl   | 86 pts                   |                          |
| 6.º                      | Primož Roglič            | Jumbo-Visma              | 81 pts                   |                          |
| 7.º                      | Enric Mas                | Movistar Team            | 61 pts                   |                          |
| 8.º                      | Kaden Groves             | BikeExchange-Jayco       | 60 pts                   |                          |
| 9.º                      | Pascal Ackermann         | UAE Team Emirates        | 56 pts                   |                          |
| 10.º                     | Tim Merlier              | Alpecin-Deceuninck       | 56 pts                   |                          |

### Clasificación de la montaña
| Clasificación de la montaña | Clasificación de la montaña | Clasificación de la montaña        | Clasificación de la montaña | Clasificación de la montaña |
| Ciclista                    | Ciclista                    | Equipo                             | Puntos                      |                             |
| --------------------------- | --------------------------- | ---------------------------------- | --------------------------- | --------------------------- |
| 1.º                         | Jay Vine                    | Alpecin-Deceuninck                 | 40 pts                      |                             |
| 2.º                         | Robert Stannard             | Alpecin-Deceuninck                 | 21 pts                      |                             |
| 3.º                         | Marc Soler                  | UAE Team Emirates                  | 20 pts                      |                             |
| 4.º                         | Jimmy Janssens              | Alpecin-Deceuninck                 | 17 pts                      |                             |
| 5.º                         | Thibaut Pinot               | Groupama-FDJ                       | 12 pts                      |                             |
| 6.º                         | Rubén Fernández Andújar     | Cofidis                            | 11 pts                      |                             |
| 7.º                         | Louis Meintjes              | Intermarché-Wanty-Gobert Matériaux | 10 pts                      |                             |
| 8.º                         | Jesús Herrada               | Cofidis                            | 10 pts                      |                             |
| 9.º                         | Richard Carapaz             | Ineos Grenadiers                   | 10 pts                      |                             |
| 10.º                        | Remco Evenepoel             | Quick-Step Alpha Vinyl             | 9 pts                       |                             |

### Clasificación de los jóvenes
| Clasificación del mejor joven | Clasificación del mejor joven | Clasificación del mejor joven | Clasificación del mejor joven | Clasificación del mejor joven |
| Ciclista                      | Ciclista                      | Equipo                        | Tiempo                        |                               |
| ----------------------------- | ----------------------------- | ----------------------------- | ----------------------------- | ----------------------------- |
| 1.º                           | Remco Evenepoel               | Quick-Step Alpha Vinyl        | 48 h 11 min 10 s              |                               |
| 2.º                           | Carlos Rodríguez              | Ineos Grenadiers              | + 4 min 06 s                  |                               |
| 3.º                           | Juan Ayuso                    | UAE Team Emirates             | + 4 min 53 s                  |                               |
| 4.º                           | João Almeida                  | UAE Team Emirates             | + 7 min 18 s                  |                               |
| 5.º                           | Thymen Arensman               | Team DSM                      | + 9 min 19 s                  |                               |
| 6.º                           | Sergio Higuita                | Bora-Hansgrohe                | + 21 min 14 s                 |                               |
| 7.º                           | José Félix Parra              | Equipo Kern Pharma            | + 32 min 11 s                 |                               |
| 8.º                           | Gino Mäder                    | Bahrain Victorious            | + 35 min 37 s                 |                               |
| 9.º                           | Edoardo Zambanini             | Bahrain Victorious            | + 39 min 28 s                 |                               |
| 10.º                          | Clément Champoussin           | AG2R Citroën Team             | + 40 min 06 s                 |                               |

### Clasificación por equipos
| Clasificación por equipos | Clasificación por equipos          | Clasificación por equipos | Clasificación por equipos |
| Equipo                    | Equipo                             | Tiempo                    |                           |
| ------------------------- | ---------------------------------- | ------------------------- | ------------------------- |
| 1.º                       | UAE Team Emirates                  | 143 h 46 min 02 s         |                           |
| 2.º                       | Ineos Grenadiers                   | + 6 min 59 s              |                           |
| 3.º                       | EF Education-EasyPost              | + 22 min 33 s             |                           |
| 4.º                       | Bora-Hansgrohe                     | + 23 min 30 s             |                           |
| 5.º                       | Intermarché-Wanty-Gobert Matériaux | + 30 min 31 s             |                           |
| 6.º                       | Astana Qazaqstan Team              | + 30 min 33 s             |                           |
| 7.º                       | Movistar Team                      | + 33 min 15 s             |                           |
| 8.º                       | Bahrain Victorious                 | + 36 min 56 s             |                           |
| 9.º                       | Jumbo-Visma                        | + 52 min 31 s             |                           |
| 10.º                      | Burgos-BH                          | + 1 h 17 min 30 s         |                           |

## Abandonos
Thibault Guernalec no completó la etapa tras sufrir una caída.